# Sigil (logiciel)
Pour les articles homonymes, voir Sigil.
Sigil est un éditeur open source de livres numériques au format EPUB.

## Description
Développée par Strahinja Markovic en 2009 et maintenue par John Schember depuis 2011, c'est une application multiplateforme distribuée sous la licence GNU GPL.
Cet éditeur WYSIWYG offre deux modes de visualisation : 
- Le mode simplifié permet de placer les éléments indépendamment du code source.
- Le mode évolué donne la possibilité de travailler directement avec le code du livre numérique ; il s’agit alors d’écrire manuellement les balises HTML et XML[3].

Ce logiciel permet de personnaliser l’apparence du livre numérique en modifiant différents paramètres de mise en page : alignement du texte, numérotation des pages…
Ce logiciel offre un support pour l’Unicode ainsi que pour la création d’un index ou d’une table des matières.